# Wihimpten
Wihimpten ist ein altes deutsches Maß für Hopfen. Das Volumenmaß galt nur im Amt Dannenberg.
- 1 Wihimpten = 20 Lüneburger Himpten = 500 Liter

Den Lüneburger Himpten rechnete man mit 25 Liter, also wie den alten Hannoveraner Himpten.